# Mannheimsia stylodactyla
Mannheimsia stylodactyla är en tvåvingeart som beskrevs av Liu 1995. Mannheimsia stylodactyla ingår i släktet Mannheimsia och familjen puckelflugor.
Artens utbredningsområde är Yunnan (Kina). Inga underarter finns listade i Catalogue of Life.